# Luis Enríquez de Cabrera y Mendoza
Luis Enríquez de Cabrera y Mendoza (... – Modica, 1600) Conte di Modica, Almirante di Castiglia, duca di Medina de Rioseco e consorte di Vittoria Colonna.

## Biografia
Luis apparteneva alla nobile famiglia degli Henriquez-Cabrera: gli Henriquez discendenti del real casato di Aragona, erano "pari" dei sovrani di Spagna una delle massime onorificenze del Regno Spagnolo ed i Cabrera (anche Caprera) che discendevano da Bernardo Cabrera, conte di Modica nel XV secolo quando il titolo venne requisito ai Chiaramonte.
A seguito di accordi con Ascanio Colonna, Luis sposò per procura il 31 dicembre 1586 Vittoria Colonna, figlia di Marcantonio Colonna, viceré di Sicilia nel XVI secolo. Dal matrimonio con Vittoria Colonna nacque Juan Alfonso Enríquez de Cabrera, che nel 1617 diventerà Conte di Modica, quindi viceré di Sicilia (1641) e viceré del Regno di Napoli (1644, fino al febbraio del 1646).
Nel 1596 venne nominato Conte di Modica. Nel 1599 accumulò una notevole mole di debiti per delle spese di rappresentanza sostenute per il matrimonio di Filippo III, re di Spagna, con Margherita d'Austria nel 1599.
Morì nel 1600 lasciando la consorte, Vittoria, divenuta Contessa di Modica in nome e per conto del figlio minorenne Juan Alfonso Enríquez de Cabrera a fronteggiare gravi difficoltà economiche.